# Sant Pau de Fenollet
Sant Pau de Fenollet (l'endònim occità és Sant Pau de Fenolhet i el topònim oficial en francès, Saint-Paul-de-Fenouillet) és una vila i municipi occità de la comarca de la Fenolleda (Fenolhedés). Administrativament és una comuna francesa del departament dels Pirineus Orientals (Catalunya Nord). És la capital de la comarca i ho era del cantó de Sant Pau de Fenollet, actualment suprimit.

## El terme
El terme és situat a la part de tramuntana de la Fenolleda, a la vall de l'Aglí. Ocupa una part del gran sinclinori de Sant Pau obert d'oest a est, des de Cauders i cap a Meurí, en els marges albians del cretaci: l'erosió ha deixat una sèrie de turons, de baixes esquenes i de petites valls amb vinyes i matolls en els serrats. Al nord, la vora del sinclinal, una ampla zona calcària que tanca la vall amb una línia de crestes que va del roc de Lo Nissòl (771 m), a ponent de les gorges de Galamús, cap al Roc Serret (969 m), Lo Pla de Sant Pau, (915 m) i La Quilha (964 m), confronta amb el Perapertusès: és la zona del gran front d'encavalcament nord-pirinec. En aquest sector, la vegetació és constituïda de garriga (amb erms extensos, i sovint roca a l'alta muntanya); prop de Galamús hi ha bosquines d'alzina. L'Aglí entra al terme pel nord-oest, fendint profundament aquest sinclinal per les gorges de Galamús, molt pintoresques i que constitueixen un dels principal atractius turístics de la Fenolleda; solca la part de ponent del terme i en surt, aigua a vall de la vila per l'estret congost de la clua de la Fou, just després que les aigües de la Bolzana hi aboquin; el congost esmentat fendeix i s'obre pas a través de la serra de l'artiga del Baurien, dita en alguns sectors serra de l'Esquerda. Aquest massís calcàri del secundari (amb bosquines d'alzina i matollar a l'obac) separa les valls de l'Aglí i del riu de Maurí. A l'entrada del congost, on un vell pont romànic travessa el riu, brolla la Font Calda o font de la Fou, d'aigua sulfurada càlcica d'aplicació mèdica (hi havia hagut un establiment termal). En aquesta serra de l'Artiga del Baurien trobem, al límit amb els municipis propers de Fossa, Sant Martí de Fenollet i l'Esquerda, la collada de Ventafarina, de 664 m, el coll de l'Esquerda, el coll de Portelh i el coll de Maurí.

## Comunicacions
Per Sant Pau de Fenollet passa una carretera que vers llevant duu, per Estagell i per la vora de Ribesaltes, a Perpinyà, en sentit contrari a Puillorenç i, seguint l'Aude, a Llemotges. D'altres carreteres menors segueixen el curs de l'Aglí i porten als pobles propers.

## L'agricultura
L'agricultura a Sant Pau de Fenollet és dedicada a la monocultura de la vinya. Hi ha més de dues-centes explotacions i 1 120 ha conreades, de les quals 1 040 són plantades de vinya. De gran qualitat, a més, una gran part del raïm (en produeixen 954 ha) s'utilitza per elaborar vins dolços naturals de la zona de vi de Mauri o vins de taula de qualitat, amb denominació d'origen controlada. Hi ha un celler cooperatiu amb uns 75.000 hl de capacitat. Hom conrea també, bé que en extensions mínimes, que oscil·len entorn d'una hectàrea, albercoquers, pomeres, oliveres, figueres hi hortalisses. Hi ha encara 18 ha de superfície d'herba (bé que la ramaderia va desaparèixer, junt al conreu de cereals).

## La indústria
La indústria, però, és l'activitat predominant; hi ha fabricació de galetes (crocants), productes de règim, conserves, pastisseria i embotits dins el ram alimentari, bé que també hi són representats d'altres rams industrials i activitats diverses; hi ha fabriques de mobles, tèxtils, i de sabateria (dues empreses de botes i altres calçats amb una bona quantitat de llocs de treball), així com dues petites empreses amb pocs obrers, que treballen el metall i la fusta; hi pedreres de guix i calç, s'hi tracta el feldespat i el marbre procedent de les mines de la comarca (Ancinyà, Centernac, etc.) per a fer pólvores destinades a la indústria del vidre i de la ceràmica i encara que més gran tancà el 1979, en resta una altra que dona treball a forces obrers (el 80% de la producció francesa de feldespat prové de la Fenolleda; Cauders, Sant Pau i Salvesines). també hi ha serradores de fusta, i torneria de fusta, especialment de boix destinat a la fabricació de pipes de fumar. S'hi localitza una de les grans empreses de construcció i obres públiques de la Catalunya Nord amb més de cent obrers.

## Ensenyament
Va ser cap de cantó i seu d'un col·legi d'ensenyament secundari.
Actualment, juntament amb les viles catalanes d'Estagell, Ribesaltes i Salses i les occitanes de Sornià i la Tor de França, a més dels pobles catalans d'Arboçols i Tarerac, de la comarca del Conflent, i les Cases de Pena, Espirà de l'Aglí, Montner, Òpol i Perellós, Talteüll i Vingrau, de la del Rosselló, i dels occitans d'Ansinyà, Bellestar, Campossí, Caramany, Cassanyes, Caudiers de Fenollet, Centernac. l'Esquerda, Felluns, Fenollet, Fossa, Lançac, Maurí, Pesillà de Conflent, Planeses, Prats de Sornià, Prunyanes, Rasigueres, Rebollet, Sant Martí de Fenollet, Trevillac, Trillà, Virà i el Viver forma part del cantó número 15, de la Vall de l'Aglí (nou agrupament de municipis fruit de la reestructuració cantonal feta amb motiu de les eleccions cantonals i departamentals del 2015), amb capitalitat a Ribesaltes.

## Llocs d'interès
- Gorges de Galamús
- Prop del mas de Pèiralada, reconstruït el segle xix, hi ha les ruïnes de l'església de Sant Pere de Pèiralada, que havia estat una antiga dependència del monestir de Sant Martí de Les. L'església de Sant Pere in Petralata és documentada des del 954 i encara se cita a mitjan segle xviii.
- Al terme de Sant Pau de Fenollet hi ha un dolmen anomenat La Tomba de l'Espanyol sobre el mas de La Ròca. Hom té notícia d'un altre dolmen que hi havia prop del camí de Cauders, que va ser destruït el segle xix.

## Geografia

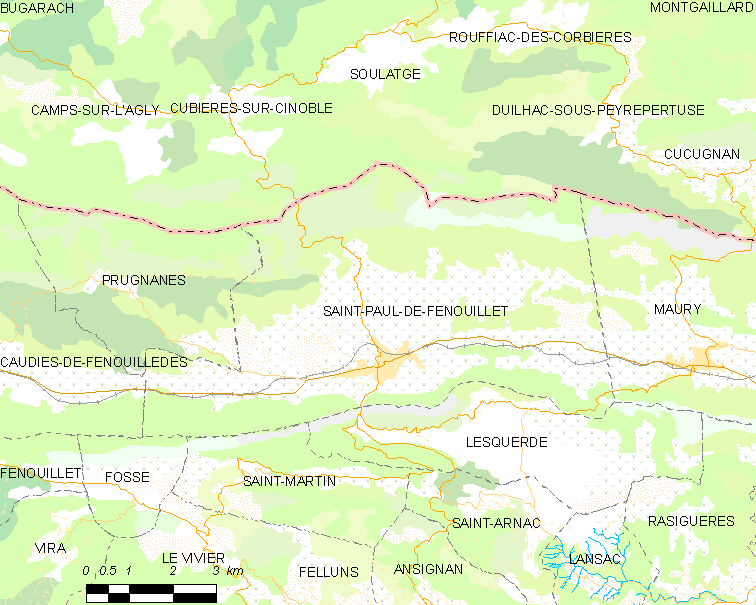
Mapa de la comuna de Sant Pau de Fenollet

## Història

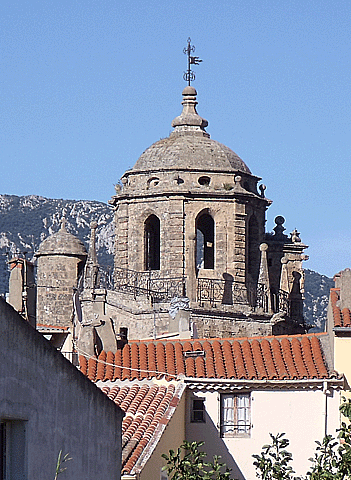
Campanar de Sant Pau

Els orígens se centren en un antic monestir benedictí, se l'anomenava Sant Pau de Monisat o de Valloles, al qual el comte de Cerdanya, Sunifred II, senyor e la Fenolleda pel seu testament del primer d'octubre de 965, llegà els seus alous de Campossí i de Palmes. Va ser cedit a l'abat de Sant Miquel de Cuixà pel seu nebot, el comte comte de Besalú Bernat Tallaferro, el 22 de febrer de l'any 1000, lliurat en presència i l'acord dels seus germans, Berenguer d'Elna, Guifré II de Cerdanya, i Oliba, aleshores comte de Berga. El comte especificava que cedia el seu monestir de Monisaten, fundat en honor de Sant Pau apòstol, al comtat de Fenollet, a Guifre, abat de Cuixà, a fi que aquest introduís els costums monàstics conformes a la regla benedictina, segons que li havia ensenyat el seu predecessor Garí, de venerable memòria. És a dir, es tractava sens dubte de la introducció de la reforma cluniacenca. Sant Pau de Monisat restà, doncs, unit a Sant Miquel de Cuixà; malgrat tot, el comte Tallaferro designà Sant Pau com una de les esglésies del seu comtat on hom hi hauria pogut erigir la seu del bisbat que intentà de crear en els seus dominis i que finalment s'establí a Sant Salvador de Besalú, bé que fou ben efímer. El 1078, el monestir de Sant Pau de Valloles fou subjectat a l'abadia cluniacenca de Sant Pere de Moissac pel comte Bernat II de Besalú, fill petit d'aquell comte citat. Anteriorment, Bernat II havia re adquirit el monestir del vescomte de Fenollet, Pere Udalgar II, ço que no privà al susdit vescomte que en el seu testament de 1173 deixés una part de béns al priorat de Sant Pau. Finalment, el 1318, el papa Joan XXII, en crear el Bisbat d'Alet, erigí el monestir en col·legiata, el capítol de la qual, dirigit per un degà, comprenia dos dignataris més, el sagristà, encarregat de la parròquia, i el xantre, dotze canonges i trenta semi-prebendats. Arnau de Verdale, fundador del col·legi d'aquest nom a Tolosa (1333), era degà de Sant Pau de Fenollet el 1334; va ser bisbe Magalona de 1339 a 1352. Gabrile Deville, nat a la Torre de França i que va ser el bisbe que jurà la Constitució Civil del Clero (1791/93), havia estat rector de Sant Pau el 1782. De tot això, avui en resta l'església i el claustre és un pati envoltat de cases.
Se sap que els habitants de Sant Pau de Fenollet gaudien d'uns privilegis que hom els havia atorgat el 1391 i confirmat el 1397; el 1588 encara eren vigents. El 1686 els drets de la comunitat consistien a fer fusta, calç, caçar, pescar i pasturar sota el cens de cinc lliures; per un altre cens podien usar dels forns senyorials 0, per 6.000 lliures, podien utilitzar els que havia donat el senyor de Castellfisel; tenien dret de péixer els ramats als pasturatges de Sant Pau i d'alberg. Posseïen una font i hi havia una petita plaça pública, d'unes 4 canes de costat, quadrada. D'ençà del 1639 una casa de la població, situada al Carrer Gran, feia de casa de la vila. Hi havia també un hospital. Consta que el 1734 no hi havia ni papers ni arxius, potser a causa de la destrucció de la població del 1543, realitzada per les forces del marquès d'Aguilar, lloctinent de Catalunya. El 1750 se sap que hi funcionava un tribunal de justícia senyorial, format per un jutge, un procurador jurisdiccional i un escrivà, nomenat pel bisbe d'Alet. Aleshores hi havia dues parròquies, Sant Pere i Sant Pau, i al capítol hi havia 12 canonges i 37 prebendats. El govern de la vila era format per quatre cònsols, un dels quals era batlle perpetu.

## Administració
| Període   | Identitat         | Partit |
| --------- | ----------------- | ------ |
| 2001-2014 | Bernard Foulquier |        |
| 2014-     | Jacques Bayona    |        |

## Demografia
En els anys de 1750 es tornà a assolir una xifra de població semblant a les més antigues documentades; 179 focs el 1762 (el 1369 n'hi havia 175), que s'havien gairebé duplicat el 1798 (325 focs). Els censos posteriors donen encara xifres més altes: el 1818 hi havia 1405 h i el 1895, 2004. Durant el segle XX la població es mantingué estabilitzada fins als anys cinquanta (el 1926 hi havia 2025 h i 2064 el 1954); el cens de 1975 evidència un augment considerable (2531), però ja al següent havia disminuït un xic, sense arribar, però, a les xifres de començament del segle XX (el 1982 eren 2350 h), a causa de les dificultats vitícoles i al tancament d'empreses.

Població 1962-2008

| 1962                                       | 1968  | 1975  | 1982  | 1990  | 1999  | 2005 |
| ------------------------------------------ | ----- | ----- | ----- | ----- | ----- | ---- |
| 2.436                                      | 2.635 | 2.531 | 2.350 | 2.214 | 1.858 | 1938 |
| Des de 1962: població sense dobles comptes |       |       |       |       |       |      |

## La vila

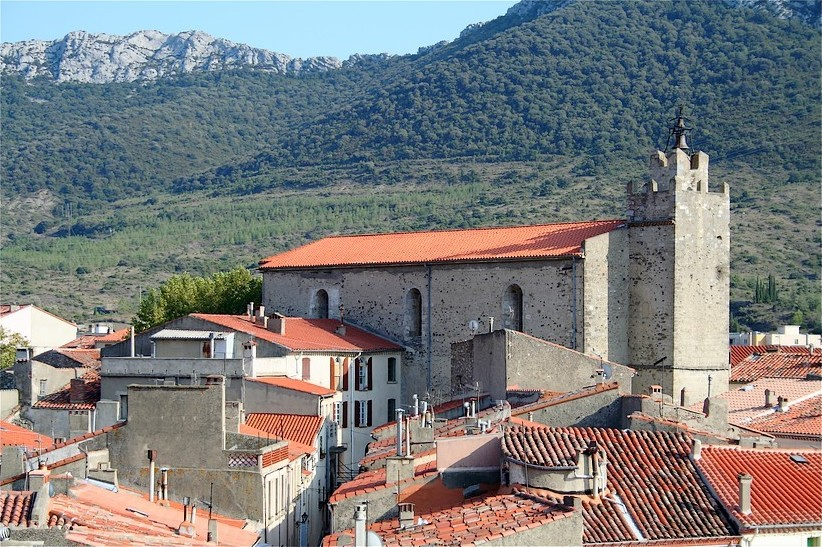
Església de Sant Pere

La vila de Sant Pau de Fenollet (267 m d'altitud i 1812 h el 2015) és situada a l'esquerra de l'Aglí, al voltant de la parròquia i de l'església de l'antic monestir. Aquesta era dedicada a Sant Pau, però després de la Revolució Francesa passà a mans privades i restà sense culte. Construïda durant el segle xiv, probablement a partir del 1318 i en temps d'Arnau de Verdale, va ser reconstruïda el segle xvii. És una església de nau única, amb capelles laterals, amb cor recte i absis pentagonal cobert amb volta nervada ogival. Sobre el cor s'eleva un cimbori poligonal, la base del qual, amb finestrals gòtics, podria ser una obra més antiga; va ser reformat al segle xvii amb afegits constructius i ornamentals classicitzants i barrocs. Interiorment l'església és decorada amb unes motllures de guix força remarcables; a la capçalera hi havia cinc grans teles avui desaparegudes. Des del cimbori, que és coronat per un campanar, hom domina les cases properes, que són construïdes a l'indret de les antigues dependències monàstiques, entorn d'un gran pati, que correspon a l'antic claustre.
No gaire lluny hi ha l'església parroquial de Sant Pere i Sant Pau de Fenollet. Va ser començada l'any 1313 i sembla que en l'incendi de 1542 es va malmetre força l'edifici. Tanmateix, l'església va ser reconstruïda aprofitant-ne les restes, les parts inferiors dels murs. Durant aquesta construcció, feta vers 1661/67, els murs van ser sobrealçats i les antigues finestres (cinc a mig-dia) tapiades; hom va obrir noves finestres a un nivell força més alt. El nou edifici s'adornà amb una decoració notable; una cornisa volta la construcció, hi ha grans claus de volta i a l'absis l'altar major i dos grans baixos relleus dels murs del cor són obrats amb guix de l'Esquerda. Hi ha representats a l'esquerra, Jesús portant la creu a la dreta, Jesús i Mont Oliver.

## Personatges il·lustres
- Henry Abram, empresari.
- Nicolas Pavillon, bisbe d'Alet (Aude)
- Pierre Estève, diputat a l'Assemblea Nacional Francesa
- Gabriel Baille (1832-1909), músic, compositor, director del Conservatori de Perpinyà